# Hacktion: Újratöltve
A Hacktion: Újratöltve 2012 és 2014 között vetített magyar akciósorozat, amelynek a főrendezője Fonyó Gergely, a Hacktion című sorozat folytatása. A főbb szerepekben Anger Zsolt, Egri Bálint, Erdélyi Tímea, Gubík Ági, Klem Viktor, Tóth Eszter, Kerekes Éva, Borbély Alexandra,  Jaskó Bálint és Dobó Kata látható.
2012. szeptember 17. és 2014. május 26. között hétfőnként volt látható az M1-en.
A sorozat szerepelt a Franciaországban, Cannes-ban tartott MIP TV nemzetközi televíziós vásáron, ahol megpróbálták értékesíteni.

## A Kiemelt Ügyek Osztálya (K.Ü.O)
Mátéffy Grétát, Kress Maját és Wozniczky Tamás Nándort (Wotan) áthelyezték az Infrastruktúra Védelmi Osztagból a Kiemelt Ügyek Osztályába. A korábbi szervezettel ellentétben ez a hatóság nem titkos, ugyanakkor nélkülözhetetlen. Az osztályon Szondi Péter – Gréta egykori kollégája – a főhadnagy, gyakran kissé flegma módon viselkedik, amit Mátéffy őrnagy nem tolerál. Tamás (Wotan) továbbra is informatikus, egyre inkább kibontakozni látszik szerelme Majával. Az új szereplők közül Petra kriminálpszichológusként segíti az ügyek megoldását, Kornél pedig (aki rendőri hivatása előtt drogügyletekbe is került) leginkább a terepen dolgozik Szondival. A második (negyedik)  évadban megjelenik a Miskolcról áthelyezett Bauer Éva alezredes, aki Gréta munkáját veszi át. A harmadik (ötödik) évadban Hollósi Alexa is segít, mint bizonyíték-szakértő. A negyedik (hatodik) évadban megjelenik Hajnal tábornok unokaöccse Hajnal Tibor hadnagy, aki Kornél helyét veszi át, illetve a negyedik (hatodik) évad 3. részétől Dr. Gonda Eszter kriminálpszichológus, aki Petra helyét veszi át.

## Szereplők

### Főszereplők
| Színész           | Szerep                       | Rang/Foglalkozás     | Évad |
| ----------------- | ---------------------------- | -------------------- | ---- |
| Gubík Ági         | Mátéffy Gréta                | őrnagy               | 1-2  |
| Anger Zsolt       | Szondi Péter                 | főhadnagy            | 1-4  |
| Erdélyi Tímea     | Lang Petra                   | kriminálpszichológus | 1-4  |
| Klem Viktor       | Balog Kornél                 | törzszászlós         | 1-4  |
| Egri Bálint       | Wozniczky Tamás Nándor Wotan | informatikus         | 1-4  |
| Tóth Eszter       | Kress Maja                   | informatikus         | 1-2  |
| Kerekes Éva       | Bauer Éva                    | alezredes            | 2    |
| Borbély Alexandra | Hollósi Alexa                | bizonyíték-szakértő  | 3-4  |
| Jaskó Bálint      | Hajnal Tibor                 | hadnagy              | 4    |
| Dobó Kata         | Dr. Gonda Eszter             | kriminálpszichológus | 4    |

### Mellékszereplők
| Színész          | Szerep        | Rang/Foglalkozás  | Évad |
| ---------------- | ------------- | ----------------- | ---- |
| Gáspár Sándor    | Hajnal István | tábornok          | 1-4  |
| Holecskó Orsolya | Emma          | orvos             | 1–4  |
| Kraszkó Zita     | Toncsi        | pultos            | 1–4  |
| Pavletits Béla   | Paku Levente  | bűnügyi technikus | 2–4  |

### Vendégszereplők
- Albert Péter – ügyelő
- Andrelli Márkó – tini fiú
- Aranyos Linda – Kis Toncsi
- Babják Annamária – Weiner Réka
- Baj László – Gubácsi korboncnok
- Bakó Kitti – particica
- Bakos Éva – bejárónő
- Bakos-Kiss Gábor – laboros
- Baksa Imre – Kapcsák
- Balla Eszter – Betti
- Balogh Bodor Attila – Kincses Ádám
- Balogh Rudolf – Feri
- Bátyai Éva – Kincses Szonja
- Baradlay Viktor – Fenyő
- Bárány Virág – Éva
- Baranyi László – Valló Tivadar
- Barát Attila – hadnagy
- Barbinek Péter – Pókerarcú
- Bartók László – Gyáni doktor
- Bede-Fazekas Szabolcs – Dániel
- Béli Ádám – Gell Mátyás
- Béli Titanilla – prostituált
- Benyó Gergely – pincér
- Berki Szofi – Horváth Krisztina
- Bernáth Dénes – Komjádi Márk
- Bernáth Tamás – Frici
- Bessenyei Emma – takarítónő
- Bezerédi Zoltán – Rózsa Gábor
- Blaskó Péter – Jelinek Árpád
- Bodnár Zoltán – Tóth Tamás
- Bodor Németi Gyöngyi – Mari
- Bogdányi Titanilla – Melinda
- Bohoczki Sára – Gell Zsanett
- Bolla Róbert – taxis
- Bor László – Lajos
- Borbély János – rendőr
- Bordán Irén – Ingrid
- Buch Tibor – Gera János
- Bukovics Henrietta – diáklány
- Cajnko Tünde – vendég
- Chován Gábor – karakter
- Czifra Krisztina – Kata anyja
- Csémy Balázs – Árpád
- Cserna Antal – Soma
- Csernus Júlia – Melinda
- Csiby Gergely – Dendi
- Csonka András – Bence Valentin
- Csonka Anikó – Vámos Adél
- Csuha Bori – Vörös Melinda
- Danhauser Soma – Kopasz
- Dankó István – Krekk
- Demeter Ivett – Ilike
- Dénes Viktor – Sziszi
- Dénes Zsolt – Kiss Tamás
- Derzsi György – étteremtulajdonos
- Dévai Balázs – Barta Géza
- Dézsy Szabó Gábor – Radics
- Dióssi Gábor – Bokros Ádám
- Domján Kata – Tünde
- Domoszlai Sándor – Simonfalvy polgármester
- Durkó Zoltán – Igor
- Egres Katinka – Horpácsi Tünde
- Eisler Zsolt – járőr
- Eke Angéla – Dominika
- Ékes Gabriella – bemondó
- Elek Ányos – Juhász Gábor
- Elek Ferenc – Horkai
- Előd Álmos – Áron
- Endrédy Gábor – Áron
- Erdős Lili – Garanics Anita
- Éry-Kovács Zsanna – Elvira
- Faragó András – Szűcs Ágoston
- Farkas Szilárd – rendőr
- Farkas Tamás – Gasztonyi
- Farkas Viktória – ügyvéd
- Fehér Balázs Benő – Leó
- Fehér Dániel – Szeredi Attila
- Feicht Zoltán – fiatal Dragan
- Ficzere Béla – Tibcsi
- ifj. Fillár István – Borbás
- Firtos Edit – Ternyikné
- Földi Ádám – Ábel
- Frigyesi András – dr. Horváth
- Fullajtár Andrea – Kornélia
- Fülöp Ferenc – atlétás
- Fülöp József – Pilisi
- Füri Rajmund – Dobos Roland
- Gáspár Kata – Kertes Lili
- Gáspár Tibor – Tordas
- Gáspárfalvi Gréta – Lili
- Gémes Antos – Karcsi
- Gerner Csaba – Janicsák
- Gérusz Roland – Péter
- Gonda Kata – Ipoly Vera
- Goztola Krisztina – műsorvezető
- Görbics Gábor – Dusán
- Görgényi Fruzsina – kiszolgáló
- Gula Péter – rendőr
- Gulácsi Tamás – karosszériás
- Gulyás Balázs – karakter
- Gyurity István – Szebeni
- Halmágyi Sándor – takarító
- Harmath Albert – dr. Berki Lajos
- Harmath Imre – Arnold
- Harsai Gábor – Csap
- Haumann Máté – Ábel
- Háda János – István
- Hegedűs D. Géza – John Wagner
- Hegedűs Dániel – Attila
- Hegedűs Miklós – Gabesz
- Hegyi Barbara – Zimonyi Bea
- Holl Nándor – Ballai János
- Honti György – Korcsmár
- Honti Molnár Gábor – Figer András
- Horányi László – Mészáros tábornok
- Horváth Ákos – szusis
- Horváth Andor – Papliczky Csaba
- Horváth Dániel Valentin – Komlósi Sanyika
- Horváth Erika – Krisztina
- Horváth-Töreki Gergely – Gereben
- Horváth Kristóf – Májki
- Horváth Virgil – Ognjen
- Hujber Ferenc – Nagy András
- Hunyadkürti István – Pali bá
- Illés Dani – Szita Róbert
- Illyés Kornél – Marci
- Incze József – Bolla
- Inotay Ákos – Zsolnoky Árpád
- Jáger Szabolcs – orvos
- Jánosi Ferenc – Zsolt
- Járai Máté – újságíró
- Járó Zsuzsa – Vaskó Éva
- Józan László – Bence
- Józsa Miklós – biztonsági
- Juhász Károly – Lajos
- Juhász Réka – dr. Bérczes
- Kakasy Dóra – Anita
- Kálloy Molnár Péter – Somogyi
- Kálmánchelyi Zoltán – Baráth Gábor
- Kalocsai Mercédesz – Király Luca
- Kalocsai Zsuzsa – Horváthné
- Káli Gergely – Váradi Norbert
- Kaprielián Alexa – recepciós
- Kárász Zénó – Laci
- Kardos Róbert – Csurgó
- Katona Péter – Robi
- Kerék Csaba – maffiózó
- Kerekes József – dr. Marovszky
- Keszég László – Dragan
- Király Kitti – lány
- Király Róbert – Girnyó
- Kis Domonkos Márk – Ditter Pál
- Kiss Diána Magdolna – Angéla
- Kiss Imre – Váradi Gábor
- Kiss István Zoltán – szakács
- Kiss Zoltán – Bolbár Gábor
- Kókai Andrea – banki alkalmazott
- Koltai Judit – néni
- Koncz István – arc
- Konter László – Kenesei Gedeon
- Kovalik Róbert – Simon
- Kovács József – portás
- Kováts Adél – Ildikó
- Köllő Babett – prosti
- Kövesdi László – maffiózó
- Krikkay László – srác
- Krisztik Csaba – Ákos
- Krum Ádám – Zsitvai
- Lábodi Ádám – Ervin
- Lakatos Ádám – Sebestyén Gábor
- Laklóth Aladár – Rainer
- Lajkó Bence – Tibi
- László Botond Kende – gyerek Mehmet
- Lecső Péter – Tényi Márton
- Ledneczky Anikó – lány
- Lénárd László – Richárd
- Lengyel Ferenc – Z
- Lengyel Gábor – Szentmihályi
- Lingauer Döme – srác
- Linka Péter – Károly
- Losonczi Kata – Gergely Csilla
- Losonczy Krisztina – lány
- Lugosi György – Váradi
- Lukács József – órás bácsi
- Lux Ádám – Károly
- Maczkó Zoltán – nagydarab
- Major Zsolt – Várhegyi iskolaigazgató
- Málnai Zsuzsa – Kincses Anna
- Matoricz József – dr. Nagy Tivadar
- Matus Gábor – Kocsis Attila
- Mátyássy Bence – Szekeres Gábor
- Mátyássy Szabolcs – férfi
- Menszátor Héresz Attila – Alfréd
- Marik József – Rózsa Ferenc
- Mesterházy Gyula – Korrád Ákos
- Mészáros Máté – Szántó György
- Mezei Zsófia – barna lány
- Mihály Gábor – Hantos Csaba
- Mike Tivadar – sofőr
- Mikó István – Nádor Jenő
- Mikula Sándor – túsztárgyaló, Horváth Géza
- Móczik Alexandra – futár
- Móga Piroska – diáklány
- Mohácsi Attila – edzőtárs
- Mohácsi Lajos – portás
- Moldván Levente – Szemes Gábor
- Molnár Csaba – Teleki Kornél
- Molnár Judit – Annamária
- Molnár Tünde – hostess
- Monori Balázs – József
- Nádas Gábor Dávid – Szép Ágoston
- Nádasi László – Kata apja
- Nádházy Péter – Kalmár doktor
- Nagy Beatrix – boltos
- Nagy Cili – Dallos Izabella
- Nagy Enikő – Horváth  Andrea
- Nagy László – segéd
- Nagy Mari – Szemes Ágnes
- Nagy Orsolya – Milu
- Nagy Péter – Gál Balázs
- Nagy Viktor – Kovalcsik
- Németh Gábor – nyomozó
- Németh Róbert – Ricsi
- Noé Viktor – alkalmazott
- Nomád Földi László – Boskó
- Növényi Norbert – Mocsári
- Nyitrai Illés – Zolika
- Nyulassy Attila – Füli
- Ódor Jennifer – Bori
- Orbók Áron – Garami Ágoston
- Orosz Helga – Méhes Emília
- Páder Petra – molett nővér
- Pacsenyiczky Balázs – Szekeres Béla
- Pálfalvy Attila – Hentes
- Pálfi Kata – dr. Méhes Dóra
- Pásztor Csaba – rendőr
- Papp István – biztonsági
- Papp Júlia – Csenge
- Papp Zoltán – gorilla
- Perjés János – ügyintéző
- Pestalits Benjamin – Garza Dénes
- Péter Jakab Tamás – Lázár Péter
- Péter Kata – Kiss Nikol
- Petrik Andrea – Gombos Éva
- Pindroch Csaba – Márk
- Pintér Gábor – Szemere Tamás
- Porogi Ádám – Macusige
- Potocsny Andor – Vágner Misi
- Puskás László – Robi
- R. Kárpáti Péter – Barcza Péter
- Rada Bálint – szobapincér
- Radnai Márk – Mehmet
- Rajkai Zoltán – Kővári René
- Rancsó Dezső – Molnár Tibor
- Rékai Nándor – Kenyeres Ödön
- Róbert Gábor – Garanics Sándor
- Rudolf Dávid – fiú
- S. Albert Gábor – Mihály bácsi
- Sádt György – taxisofőr
- Sághy Tamás – Hubert
- Sághy Tímea – bombázó
- Sallai Virág – Mátrai Gizella
- Sándor Dávid – orvos
- Sarbó Kata – pultoslány
- Sárkány János – Tata
- Schneider Zoltán – Kálmán
- Schnell Ádám – Baross
- Schramek Géza – Láng István
- Schruff Milán – kolonc
- Sepa György – rendőr
- Simicz Sándor – Tomasevics
- Simon Éva – takarítónő
- Simon Kornél – Széplaki Gábor
- Sipos Eszter Anna – Kati
- Somogyi Zsolt – Tényi Aladár
- Spindler Béla – Povedák
- Stangl Franciska – Kata
- Stefanovics Angéla – futár
- Sütő András – László
- Szabó Attila Feri – Loci
- Szabó Endre – Kortes Iván
- Szabó Gabi – Kellerné
- Szabó Gábor – Takács Sándor
- Szabó Margaréta – Sebestyén Nóra
- Szabó Máté – Hudec Valentin
- Szabó Vera – nővér
- Szakács Tibor – Borisz
- Szalay Marianna – Lidia
- Szauervein Tibor – Csizi
- Széll Attila – Elvis
- Szélyes Imre – Korcsmár apja
- Szemán Béla – Méhes Tivadar
- Szentiványi Zsolt – Bálna
- Szikra József – Harsányi ezredes
- Szilágyi Csenge – Béres Edina
- Szilágyi Tamás – Váradi
- Szorcsik Viktória – Nikola Klára
- Szrapkó Nándor – alacsony rabló
- Sztarenki Dóra – Papp Réka
- Szűcs Balázs – rendőr
- Szűcs Sándor – munkás
- Takács Paulina – Kati
- Takács Zalán – Gábor
- Takátsy Péter – Alex
- Tari Györgyi – titkárnő
- Téby Zita – Zsuzsa
- Telihay Péter – Kéri
- Timkó Eszter – Anett
- Tóth József – Győző
- Tóth Levente – dr. Gulyás
- Tóth Oliver – Kroki
- Tóth Sándor – Szigeti
- Tóth Zoltán – Keller
- Tóth Zsiga Nóra – Mátrai Mariann
- Törőcsik Tamás – üzletember
- Trecskó Zsófia – pultoslány
- Turek Miklós – Gyomoróczy
- Tűzkő Sándor – Bálint
- Tzafetás Roland – temetői dolgozó
- Ulmann Ottó – Szántó Előd
- Urmai Gábor – klubvezető
- Vajda Márta – Joli néni
- Valik István – magas rabló
- Valiszka László – taxis
- Vándor Tóth Zoltán – Tóth Roland
- Vanya Tímea – Kata
- Varga Ádám – Roli
- Varga Anikó – tanárnő
- Varga Éva – Izabella
- Varga Gabriella – Virág
- Varga Kata-Lina – dr. Varga Ibolya
- Varga Klára – Nemes Éva
- Varga Zsanna – Franciska
- Vári-Kovács Péter – Ipoly Gábor
- Vásári József – hússzállító
- Végh Péter – Böszörményi
- Veress Előd – pincér
- Vértes Mihály – rendőr
- Vicei Zsolt – Kóbor Áron
- Vida Péter – Lázi
- Viktor Balázs – Mihál Péter
- Vincze Márton – karakter
- Vizkeleti Zsolt – Döme
- Vlahovics Edit – Dalos Erzsébet
- Vogel Dorottya – lány
- Weisz Ildikó – főbérlő
- Zágoni Zsolt – Feri
- Zámbori Soma – Géza
- Zeck Juli – Köves Noémi
- Zelei Gábor – szpiker
- Zöld Csaba – Tekás
- Zsigár Hajnalka – Szandra
- Zsigmond Emőke – Bánáti Kata
- Zsurzs Kati – Hadak Lajosné

## Epizódok
| Évad | Évad | Epizódok száma | Évad premier         | Évad finálé        | Adó |
| ---- | ---- | -------------- | -------------------- | ------------------ | --- |
|      | 1.   | 13             | 2012. szeptember 17. | 2012. december 17. |     |
|      | 2.   | 12             | 2013. március 18.    | 2013. június 17.   |     |
|      | 3.   | 12             | 2013. szeptember 30. | 2013. december 30. |     |
|      | 4.   | 12             | 2014. március 3.     | 2014. május 26.    |     |

### Első évad (2012)
Az első évadot 2012. szeptember 17-én mutatta be a M1.
| #  | #  | Cím                 | Rendező                     | Író                                            | Bemutató dátuma      | Nézettség | Nézettség | Nézettség | Nézettség |
| #  | #  | Cím                 | Rendező                     | Író                                            | Bemutató dátuma      | +4        | SHR (%)   | 18-49     | SHR (%)   |
| -- | -- | ------------------- | --------------------------- | ---------------------------------------------- | -------------------- | --------- | --------- | --------- | --------- |
| 1  | 1  | A harag napja       | Fonyó Gergely               | Szabó Iván, Kovács M. András, Szekér András    | 2012. szeptember 17. | 196 241   | 4.1       | 41 628    | 2.2       |
| 2  | 2  | Harc a kijutásért   | Fonyó Gergely               | Szabó Iván, Maruszki Balázs, Jakab Júlia       | 2012. szeptember 24. | 235 968   | 5         | 63 498    | 3.6       |
| 3  | 3  | Online öngyilkosok  | Fonyó Gergely               | Szabó Iván, Kovács M. András, Benedek B. Ágota | 2012. október 1.     | 219 920   | 4.4       | 45 861    | 2.4       |
| 4  | 4  | A szépség zsoldosai | Fonyó Gergely, Soós Péter   | Szabó Iván, Maruszki Balázs, Szekér András     | 2012. október 8.     | 227 951   | 4.6       | 57 936    | 3         |
| 5  | 5  | A szív útja         | Fonyó Gergely, Soós Péter   | Szabó Iván, Maruszki Balázs, Jakab Júlia       | 2012. október 15.    | 270 479   | 5.5       | 38 936    | 2.1       |
| 6  | 6  | Drog online         | Fonyó Gergely, Soós Péter   | Szabó Iván, Kovács M. András, Benedek B. Ágota | 2012. október 29.    | 286 198   | 5.7       | 70 126    | 3.5       |
| 7  | 7  | A csatlós           | Fonyó Gergely, Pajer Róbert | Szabó Iván, Maruszki Balázs, Benedek B. Ágota  | 2012. november 5.    | 253 331   | 5         | 63 920    | 3.2       |
| 8  | 8  | A karaktergyilkos   | Fonyó Gergely, Pajer Róbert | Szabó Iván, Kovács M. András, Jakab Júlia      | 2012. november 12.   | 224 380   | 4.6       | 65 691    | 3.6       |
| 9  | 9  | Kísért a múlt       | Fonyó Gergely, Pajer Róbert | Szabó Iván, Kovács M. András, Szekér András    | 2012. november 19.   | 227 866   | 4.6       | 43 726    | 2.3       |
| 10 | 10 | A sápadt Madonna    | Fonyó Gergely               | Szabó Iván, Maruszki Balázs, Jakab Júlia       | 2012. november 26.   | 253 372   | 5.1       | 50 510    | 2.7       |
| 11 | 11 | Patthelyzet         | Fonyó Gergely               | Szabó Iván, Maruszki Balázs, Benedek B. Ágota  | 2012. december 3.    | 305 347   | 6         | 61 348    | 3.2       |
| 12 | 12 | Egy fotós élete     | Fonyó Gergely               | Szabó Iván, Kovács M. András, Szekér András    | 2012. december 10.   | 336 364   | 6.6       | 87 573    | 4.5       |
| 13 | 13 | A csótány           | Fonyó Gergely               | Szabó Iván, Kovács M. András, Benedek B. Ágota | 2012. december 17.   | 307 566   | 6.1       | 59 761    | 3.1       |

### Második évad (2013)
Az évadot 2013. március 18-án mutatta be a M1.
| Epizód | #  | Cím                       | Rendező                       | Író                                                            | Bemutató dátuma   | Nézettség | Nézettség | Nézettség | Nézettség |
| Epizód | #  | Cím                       | Rendező                       | Író                                                            | Bemutató dátuma   | +4        | SHR (%)   | 18-49     | SHR (%)   |
| ------ | -- | ------------------------- | ----------------------------- | -------------------------------------------------------------- | ----------------- | --------- | --------- | --------- | --------- |
| 14     | 1  | A széf                    | Fonyó Gergely                 | Szabó Iván, Kovács M. András, Szekér András                    | 2013. március 18. | 319 928   | 6.2       | 60 551    | 3.1       |
| 15     | 2  | A zsaroló                 | Fonyó Gergely                 | Szabó Iván, Maruszki Balázs, Jakab Júlia                       | 2013. március 25. | 327 771   | 6.4       | 76 916    | 3.9       |
| 16     | 3  | Elévülhetetlen            | Fonyó Gergely, Orosz Dénes    | Szabó Iván, Maruszki Balázs                                    | 2013. április 8.  | 252 337   | 4.9       | 52 045    | 2.7       |
| 17     | 4  | Az utolsó fejezet         | Fonyó Gergely, Orosz Dénes    | Szabó Iván, Kovács M. András, Maruszki Balázs Benedek B. Ágota | 2013. április 15. | 290 822   | 6.1       | 65 748    | 3.8       |
| 18     | 5  | Az ember, akit leütöttek  | Fonyó Gergely                 | Szabó Iván, Jakab Júlia                                        | 2013. április 22. | 286 549   | 6         | 68 842    | 3.8       |
| 19     | 6  | Mindenki, amit megérdemel | Fonyó Gergely                 | Szabó Iván, Benedek B. Ágota                                   | 2013. április 29. | 260 575   | 5.5       | 51 838    | 2.8       |
| 20     | 7  | Angéla                    | Fonyó Gergely, Herczeg Attila | Szabó Iván, Benedek B. Ágota                                   | 2013. május 6.    |           |           |           |           |
| 21     | 8  | 30 sec                    | Fonyó Gergely, Herczeg Attila | Szabó Iván, Villány Dániel                                     | 2013. május 13.   |           |           |           |           |
| 22     | 9  | Milu választása           | Fonyó Gergely, Pajer Róbert   | Szabó Iván, Jakab Júlia                                        | 2013. május 27.   |           |           |           |           |
| 23     | 10 | 12 óra                    | Fonyó Gergely, Pajer Róbert   | Szabó Iván, Benedek B. Ágota                                   | 2013. június 3.   |           |           |           |           |
| 24     | 11 | Bunda                     | Fonyó Gergely                 | Szabó Iván, Villány Dániel                                     | 2013. június 10.  |           |           |           |           |
| 25     | 12 | A nyomozó nyomában        | Fonyó Gergely                 | Szabó Iván, Benedek B. Ágota                                   | 2013. június 17.  |           |           |           |           |

### Harmadik évad (2013)
A harmadik évadot 2013. október 7-én mutatta be a M1
| Epizód | #  | Cím                   | Rendező                        | Író                                | Bemutató dátuma      |
| ------ | -- | --------------------- | ------------------------------ | ---------------------------------- | -------------------- |
| 26     | 1  | A tékozló fiú         | Fonyó Gergely, Miklauzic Bence | Kovács M. András, Baráth Katalin   | 2013. szeptember 30. |
| 27     | 2  | Régi csibészek        | Miklauzic Bence                | Kovács M. András, Horváth Áron     | 2013. október 7.     |
| 28     | 3  | Szól a rádió          | Fonyó Gergely                  | Kovács M. András, Maczkó Zoltán    | 2013. október 14.    |
| 29     | 4  | Perzselő tűz          | Fonyó Gergely                  | Kovács M. András, Szélesi Sándor   | 2013. október 21.    |
| 30     | 5  | Az elkerülhetetlen    | Fonyó Gergely, Madarász Isti   | Kovács M. András, Szabó Iván       | 2013. október 28.    |
| 31     | 6  | Egy ínyenc nyomában   | Fonyó Gergely, Madarász Isti   | Kovács M. András, Benedek B. Ágota | 2013. november 11.   |
| 32     | 7  | Falazásban profi      | Fonyó Gergely                  | Kovács M. András, Baráth Katalin   | 2013. november 18.   |
| 33     | 8  | A diagnózis           | Fonyó Gergely                  | Kovács M. András, Jakab Juli       | 2013. november 25.   |
| 34     | 9  | Lédús körte           | Fonyó Gergely, Madarász Isti   | Kovács M. András, Kolozsi László   | 2013. december 2.    |
| 35     | 10 | Az utolsó fuvar       | Fonyó Gergely, Madarász Isti   | Kovács M. András, Maruszki Balázs  | 2013. december 9.    |
| 36     | 11 | Vissza az iskolapadba | Fonyó Gergely                  | Kovács M. András, Szélesi Sándor   | 2013. december 16.   |
| 37     | 12 | A nyughatatlan        | Fonyó Gergely                  | Kovács M. András, Baráth Katalin   | 2013. december 30.   |

### Negyedik évad (2014)
Az utolsó évadot 2014. március 4-én mutatta be a M1.
| Epizód | #  | Cím                  | Rendező                      | Író                                 | Bemutató dátuma   |
| ------ | -- | -------------------- | ---------------------------- | ----------------------------------- | ----------------- |
| 38     | 1  | A megszakított hívás | Fonyó Gergely, Madarász Isti | Kovács M. András, Horváth Áron      | 2014. március 3.  |
| 39     | 2  | Kard és kehely       | Fonyó Gergely, Madarász Isti | Kovács M. András, Benedek B. Ágota  | 2014. március 10. |
| 40     | 3  | A ragadozó           | Fonyó Gergely, Madarász Isti | Kovács M. András, Forgács W. András | 2014. március 17. |
| 41     | 4  | Képtelen képesség    | Fonyó Gergely, Madarász Isti | Kovács M. András, Szélesi Sándor    | 2014. március 24. |
| 42     | 5  | Perszóna             | Fonyó Gergely                | Kovács M. András, Jakab Juli        | 2014. március 31. |
| 43     | 6  | Nyolc órás hírek     | Fonyó Gergely                | Kovács M. András, Kolozsi László    | 2014. április 7.  |
| 44     | 7  | Egészség mindhalálig | Fonyó Gergely                | Kovács M. András, Maruszki Balázs   | 2014. április 14. |
| 45     | 8  | Hamis remények       | Fonyó Gergely                | Kovács M. András, Gönye László      | 2014. április 28. |
| 46     | 9  | Megbocsáthatatlan    | Fonyó Gergely, Madarász Isti | Kovács M. András, Forgács W. András | 2014. május 5.    |
| 47     | 10 | Rózsák és fegyverek  | Fonyó Gergely                | Kovács M. András, Vékes Csaba       | 2014. május 12.   |
| 48     | 11 | Szemrebbenés nélkül  | Fonyó Gergely                | Kovács M. András, Vékes Csaba       | 2014. május 19.   |
| 49     | 12 | Túlcukrozva          | Fonyó Gergely                | Kovács M. András, Szélesi Sándor    | 2014. május 26.   |